# 東十郷中央公園
東十郷中央公園（ひがしじゅうごうちゅうおうこうえん）は、福井県坂井市に所在する公園である。

## 概要
坂井町時代の1988年3月に完成。
2006年3月20日に4町が合併し坂井市発足時に、公園名を坂井中央公園から東十郷中央公園に変更。

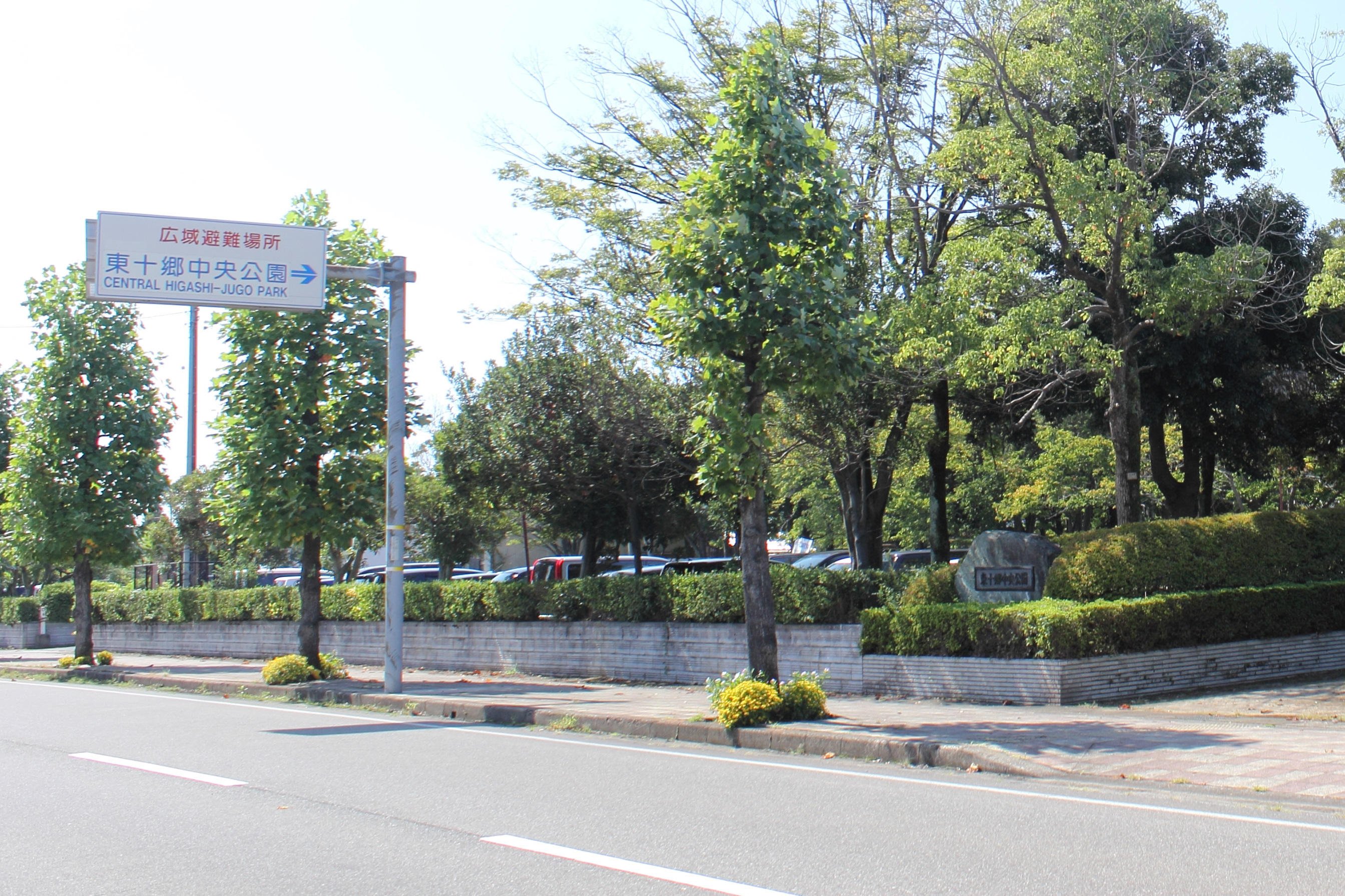
東十郷中央公園の避難場所標識

## 参考・脚注
1. ↑  “東十郷中央公園グラウンド”.   公益財団法人坂井市体育協会. 2016年10月2日閲覧。
2. ↑  “第１８回 坂井郡四町合併協議会 会議資料 2005年（平成17年）9月22日” (pdf).   坂井郡四町合併協議会. 2016年10月2日閲覧。